# Porthcothan
Porthcothan – wieś w Anglii, w Kornwalii. Leży 57 km na północny wschód od miasta Penzance i 361 km na zachód od Londynu.